# کارملا بینگ
کارملا بینگ (به انگلیسی: Carmella Bing)، بازیگر پورنو و مدل بازنشسته، در ۲۱ اکتبر ۱۹۸۱ در ایالت اورگن ایالات متحدهٔ آمریکا به دنیا آمد. او در ۱۵۰ فیلم پورنوگرافی ظاهر شده‌است و گزارش شده‌است که تحت نامهای گوناگون در صحنه‌های دیگر نیز به فعالیت پرداخته است.

## ویژگی‌های بدن و جراحی‌های زیبایی
کارملا با پستان‌های بزرگ و گردش شناخته شده‌است. او در سال ۲۰۰۶ برای پستان‌هایش ایمپلنت سینه  در سال ۲۰۰۸ پستان‌هایش کمی نسبت به گذشته کوچکتر شد و با این حال به اندازهٔ ۳۶D رسیده.

## زندگی‌نامه

### محل تولد
او یک بار در پروفایل MySpace خود، نوشته بود که ایتالیایی و اهل هاوایی است و در مصاحبه‌هایش گفته که از پورتلند، اورگن است. در حالی که در لیست IMDB، محل تولدش را اورگن نام برده شده و محل زندگیش در شهر لاس وگاس، ایالت نوادا. او در سال ۲۰۰۲ به لاس وگاس رفت و در میهمانی‌های لیسانس به همراهی کردن پرداخت.

### ورود به پورنوگرافی
او به عنوان میهمان و به همراه آلفا دیمز در یکی از برنامه‌های کانال دیسکاوری با نام اسرار جنسی شرکت کرد و تمایلات خود نسبت به شرکت در محصولات پورنوگرافی را آشکار کرد؛ و گفت که در آینده می‌خواهد ستارهٔ پورنو باشد. دیوید آردل یکی از معرفان او به صنعت پورنوگرافی بود. کارملا به خاطر علاقه اش به سرعت در این کار غوطه ور شد. او هنوز به دیوید آردل بسیار نزدیک است و در بسیاری از صحنه‌ها، همراه با او به نقش آفرینی پرداخته است. او امید وار است روزی قرار دادی برای بیلیاردبازشدن ببندد.
او توانایی خود در انجام رابطه ی جنسی مقعدی را به خوبی در ظاهرش نشان داده و گفته است که در بیش از ۱۰۰ اندام هوایی است. این بدین معناست که تعداد زیادی از کارهایش هستند که هنوز به بازار عرضه نشده‌اند. او همچنین در بسیاری از سایت‌های بزرگسالان نیز حضور داشته‌است از جمله در BangBus.

### کناره‌گیری از پورنوگرافی
در سال ۲۰۰۸ کارملا برای مدتی از صنعت فیلم‌های جنسی کناری‌گیری کرد. این کناری‌گیری ناگهانی باعث ایجاد شایعاتی دربارهٔ او شد که به دلیل ترس از مبتلا شدن به اچ آی وی از این صنعت بازنشسته شده‌است. وی پس از آن در فضای MySpace خود تصاویری از حاملگی خود را گذاشت که نشان می‌داد دلیل بازنشستگی زود هنگامش، حاملگی وی بوده. در تصاویری که گذاشته بود پنج‌ماهه حامله بود. اما بلافاصله شایعات جدیدی مبنی بر این که وی به بیماری ایدز مبتلاست پخش شد که کارملا نیز خشم و ناراحتی خود را نسبت به آن‌ها نشان داد و خیلی تحت تأثیر قرار گرفت.
کارملا در اوایل سال ۲۰۱۱ به صنعت پورنوگرافی بازگشت و برای اولین بار در یک صحنهٔ سکس شرکت کرد. این صحنه در ۳۱ ژانویه توسط Plumper Pass، به نمایش درآمد و در آن نشانه‌های اضافه وزن پس از بارداری کاملاً قابل مشاهده است. او برای بازگشت به وزن طبیعی خود را لاغر کرده و در حال حاضر برای مراقبت از فرزندانش و پرداختن به هنر از پورنوگرافی به‌طور کامل بازنشسته شده‌است.

## دیدگاه در مورد پورنو
یکی از دلایل کارملا برای ترک صنعت پورنوگرافی، اعتیاد به سکس و رابطهٔ جنسی بوده و هم‌اکنون دورهٔ نقاهت خود را می‌گذراند.
او می‌گوید دلیل پورن استار شدنش این بود که در جوانی بسیار ماجراجو بوده و کنجکاوی می‌کرد. او گفته که عاشق سکس و معاشقه است و علاقه اش را با رقص استریپ در دانشگاه برای دریافت پول دنبال کرد. وی پس از آن، همراهی کردن در میهمانی‌های لیسانس را ادامه داد. وی می‌افزاید که مدلینگ، رقص و پورنوگرافی را در ابتدا برای سرگرمی آغاز کرد و در نهایت هم به روشی برای امرارمعاش منجر شد.
وی از کودکی آرزوی رقاص استریپ شدن را داشت و با استفاده از کفش‌های پاشنه بلند مادرش تمرین می‌کرد.
از نظر کارملا، پورنو و رابطهٔ جنسی غیر خصوصی و در مقابل دوربین با دیگران تنها یک رابطهٔ گذرا و یک شبه است و با رابطهٔ شخصی بسیار متفاوت است.
وی می‌گوید که این صنعت برای انسان‌های خوب مکان خشنی است و آنهایی که در این صنعت هستند همهٔ حقیقت را دربارهٔ پورنوگرافی به شما نمی‌گویند. او می‌گوید که در این صنعت کسانی که با شما رابطه برقرار می‌کنند دوستان شما نیستند و نباید انتظار داشت که ملاحظهٔ شما را بکنند. همچنین خطر ابتلا به بیماری‌های مقاربتی مانند ایدز و HIV در این شغل بسیار بالاست و هزینه‌های مربوط به آرایش و برنزه کردن و... سر به فلک می‌کشند.

## وبسایت
او در سایت رسمی اش تمامی فیلم‌های هاردکور خود را جمع‌آوری کرده‌است و در این سامانه هنوز به فعالیتش ادامه می‌دهد. همچنین پشت صحنهٔ فیلم‌هایش که بسیار نادر هستند در وبگاهش وجود دارد.

## دستگیری توسط پلیس
او به دلیل اینکه شبهای زیادی را در کافه‌های لاس وگاس به صورت غیرقانونی می‌رقصید توسط مدیر آنجا مورد شکایت قرار گرفت